# نيكولاي راديسكو
الفريق نيكولاي راديسكو (بالرومانية: Nicolae Rădescu) عسكري ورجل دولة روماني وأخر رئيس وزراء قبل بداية الحقبة الشيوعية في رومانيا، وُلد في كاليمانيشتي بمملكة رومانيا بتاريخ 30 مارس 1874 وتوفي في مدينة نيويورك بولاية نيويورك الأمريكية بتاريخ 16 مايو 1953، ترأّس حزب الصليبية الرومانية (بالرومانية: Cruciada Românismului) قبيل اندلاع الحرب العالمية الثانية، وهو حزب يميني متطرف منشق عن الحرس الحديدي الذي كوّنه ميهاي ستيليسكو في وقت سابق.

## سيرته الذاتية
خلال سيطرة الدكتاتور يون أنتونيسكو على مقاليد السلطة في رومانيا، بعث راديسكو رسالة شديدة اللهجة إلى السفير الألماني مانفريد فرير فون كيلينغر بسبب تدخله السافر في الشؤؤن الداخلية الرومانية مما زج براديسكو في السجن وجعله رهن الاعتقال السياسي في معسكر ترجو جيو حتى سقوط نظام أنتونيسكو على يد الانقلاب العسكري الذي قاده الملك ميخائيل الأول في 23 أغسطس 1944، حيث تم إطلاق سراح راديسكو من محبسه وتعيينه رئيسا لأركان الجيش الروماني.
تولى راديسكو منصب رئيس الوزراء في 7 ديسمبر 1944، ومنذ اعتلائه منصبه الجديد، حاول جاهدا انتهاج سياسة معادية للشيوعية مماثلة لسياسات جورجيوس باباندريو في اليونان، ومع نهاية فبراير 1945 نظّم الحزب الشيوعي الروماني مسيرة هائلة نحو القصر الملكي مطالبا بعزل راديسكو من منصبه، ومع اندلاع حدة التوتر أثناء المسيرة فتح مجهولون النار على بناية وزارة الداخلية المقابلة للقصر مما نتج عن مقتل عشرة أفراد ونجح السوفيت والشيوعيون الرومانيون في تحميل راديسكو مسئولية ما حدث وأجبروه على الاستقالة خاصة بعد تهديدات قادة الاتحاد السوفيتي جوزيف ستالين ووزير الخارجية أندري فيشينسكي للجانب الروماني بعدم رد أراضي ترانسيلفانيا الشمالية لرومانيا حال بقاء راديسكو في منصبه، مما دفع الأخير لتقديم استقالته في 1 مارس 1945، وفي 6 مارس من العام نفسه تولّت أول وزارة شيوعية مقاليد الحكم في رومانيا برئاسة بيترو جروزا أعقبها هيمنة الشيوعيون على السلطة للسنوات التالية.
ومع استمرار ملاحقة الشيوعيون له، طلب راديسكو حق اللجوء من سفارة المملكة المتحدة في رومانيا، وبالفعل غادر راديسكو البلاد بغير رجعة وإن غادر إلى الولايات المتحدة بدلا من المملكة المتحدة، حيث تعرّف على العديد من الرموز السياسية الرومانية البارزة المنفية أمثال أوغوستين بوبا وميخائيل فاركاشانو وغيورغي غافينكو وقنسطنطين فيشويانو وكونوا سويا جبهة معارضة للنظام الشيوعي في المنفى عُرفت باسم اللجنة الوطنية الرومانية وإن لم يتلقوا أي دعم يذكر من حكومات العالم الحر خاصة بعدما اعترفت الولايات المتحدة والمملكة المتحدة بهيمنة الاتحاد السوفيتي على الوضع في رومانيا خلال مؤتمر يالطا وجاء الاحتلال السوفيتي لرومانيا تدعيما لما انتهى إليه مؤتمر يالطا.
توفي راديسكو عام 1953 بالولات المتحدة.

## دفنه في رومانيا
مع اعتلاء موغور إيساريسكو كرسي رئاسة الوزراء في رومانيا عادت رفات راديسكو من الولايات المتحدة عام 2000 وفقا لوصية سابقة للمتوفي توصي بدفنه في مقبرة بيللو الأرثوذكسية بالعاصمة الرومانية بوخارست وهو ما تحقق في 23 نوفمبر 2000.

## روابط خارجية
- نيكولاي راديسكو على موقع الموسوعة البريطانية (الإنجليزية)